# Damaeus yunnanensis
Damaeus yunnanensis är en kvalsterart som först beskrevs av Enami, Aoki och Hu 1994.  Damaeus yunnanensis ingår i släktet Damaeus och familjen Damaeidae. Inga underarter finns listade i Catalogue of Life.